# Costantino Conti
Costantino Conti detto Tino (Nibionno, 26 settembre 1945) è un ex ciclista su strada italiano.
Professionista dal 1969 al 1978, fra le sue affermazioni figurano la Tre Valli Varesine e il terzo posto ai mondiali di Ostuni nel 1976.

## Carriera
Si mise in luce nel 1967 quando riuscì a cogliere due ori ai Giochi del Mediterraneo di Tunisi, rispettivamente nella prova in linea e nella 100 chilometri a squadre. In quella stessa stagione chiuse inoltre al secondo posto il Tour de l'Avenir dietro al francese Christian Robini, gara riservata ai dilettanti.
Passato professionista nel 1969 con la Faema capitanata da Eddy Merckx, riuscì subito a ottenere un'affermazione, vincendo il Giro delle Marche. Partecipò anche al Giro d'Italia dove si ritirò, ottenendo comunque un secondo posto nella nona tappa.
Nel 1970 passò alla Scic, nella quale rimase anche la stagione successiva, e ottenne diversi piazzamenti soprattutto nelle classiche del panorama italiano, su tutti, il secondo posto nella Coppa Agostoni e i terzi nel Gran Premio di Monaco e nel Trofeo Matteotti nel 1970 e il secondo nella Tre Valli Varesine nel 1971.
Nel 1972 passò alla Ferretti tornando alla vittoria, ancora in una prova tipica del calendario italiano, il Gran Premio Industria e Commercio di Prato, fu inoltre sesto nel Giro del Veneto e ottavo nel Giro dell'Umbria.
Nel 1973 nuovo cambio di casacca, con l'approdo alla Zonca, tornò a partecipare al Giro dove non colse nessun piazzamento ma si distinse invece nelle corse in linea, arrivando quarto nella Coppa Placci, sesto alla Tre Valli Varesine e settimo nel Gran Premio Città di Camaiore.
Nel 1974, sempre con la Zonca, ottenne numerosi risultati tra i quali la vittoria della Tre Valli Varesine e il terzo posto nel Giro di Lombardia, per quanto riguarda le prove in linea. Riuscì a concludere al quarto posto assoluto il Giro d'Italia, quello che sarà il suo miglior risultato in una grande prova a tappe, ottenuto anche grazie a due piazzamenti in montagna, i terzi posti nell'undicesima tappa con arrivo a Il Ciocco e nella tappa con arrivo alle Tre Cime di Lavaredo, che lo vide ancora terzo al termine di una lunga fuga.
Fra gli altri risultati della stagione, i secondi posti al Giro del Veneto e al Gran Premio Industria e Commercio di Prato e i terzi posti nel Giro della Provincia Di Reggio Calabria, nel Giro del Piemonte e nel Giro dell'Emilia; fu inoltre quinto nel Tour de Suisse dove sfiorò il successo in tre occasioni.
Anche nel 1975 ottenne diversi risultati, tre furono le sue vittorie fra cui ancora il Gran Premio di Prato e il Giro di Toscana; al Giro fu ottavo, ottenendo anche un terzo posto nell'ottava tappa e un secondo nella ventesima, fu inoltre quarto nella Milano-Sanremo e undicesimo nel Giro di Lombardia.
Numerosi furono inoltre i suoi piazzamenti nelle classiche italiane, fra i quali i podi nel Trofeo Matteotti, nel Giro di Campania, nel Trofeo Pantalica, nel Giro della Provincia di Reggio Calabria e anche nei Campionati italiani.
Nel 1976 vinse solo un circuito, ottenne vari piazzamenti nelle classiche italiane e fu per questo convocato per i campionati mondiali di Ostuni dove doveva svolgere ruolo di gregario. Riuscì a concludere la prova iridata al terzo posto a soli undici secondi dal vincitore Freddy Maertens e Francesco Moser, che si erano giocati invece la vittoria.
Nel 1977 ottenne il suo ultimo successo, affermandosi ancora in una prova tipica del ciclismo italiano, il Giro della Provincia di Reggio Calabria. Chiuse la carriera due anni dopo senza più ottenere risultati.

## Palmarès
- 1967 (dilettanti)

Giochi del Mediterraneo, Prova in linea
1ª tappa 1ª semitappa Tour de l'Avenir
- 1969 (Faema, una vittoria)

Giro delle Marche
- 1972 (Ferretti, una vittoria)

Gran Premio Industria e Commercio di Prato
- 1974 (Zonca, una vittoria)

Tre Valli Varesine
- 1975 (Furzi, tre vittorie)

Giro di Toscana
Gran Premio Industria e Commercio di Prato
3ª tappa Giro di Puglia (Manfredonia > Corato)
- 1977 (Zonca, una vittoria)

Giro della Provincia di Reggio Calabria

### Altri successi
- 1967 (dilettanti)

Giochi del Mediterraneo, Cronometro a squadre
- 1969 (Faema)

Circuito di Vigolo Marchese
- 1974 (Zonca)

Circuito di Valdengo
- 1975 (Furzi)

Circuito di Dolceto
Circuito di Morrovalle
- 1976 (Magniflex)

Circuito di Colbordolo

## Piazzamenti

### Grandi Giri
- Tour de France

1968: 44º
1970: ritirato (11ª tappa-2ª semitappa)
1971: ritirato (11ª tappa)
- Giro d'Italia

1969: non partito (17ª tappa)
1971: 51º
1974: 4º
1975: 8º
1977: ritirato (19ª tappa)

### Classiche monumento
- Milano-Sanremo

1973: 75º
1975: 4º
1977: 25º
- Giro di Lombardia

1970: 17º
1974: 3º
1975: 11º
1976: 9º
1977: 25º

### Competizioni mondiali
- Campionati del mondo

Heerlen 1967 - In linea Dilettanti: 12º
Imola 1968 - In linea Dilettanti: 9º
Montréal 1974 - In linea: ritirato
Ostuni 1976 - In linea: 3º
- Giochi olimpici

Città del Messico 1968 - In linea: ritirato